# Алі-бей I
Алі-бей I (араб. علي باي المرادي; д/н — 1686) — 6-й бей Тунісу в 1675—1686 роках.

## Життєпис
Походив з роду Мурадидів. Другий син Мурада II, бея і паши Тунісу. 1675 року після смерті батька отримав санджаки біля кордону з Алжиром. Втім невдаволений розподілом, втік до Костянтини. тут став збирати арабів та берберів. також отримав таємну підтримку алжирського дея Мухаммада Тріка.
За цим Алі захоплює Туніс, де оголошує себе беєм. Мухаммад-бей втік до Кайруану. Зібравши військо виступив проти Алі-бея, але 1677 року в битві біля Ель-Керімі (неподалік міста Ель-Фахс) зазнав поразки від Алі. Мухаммад опинився в облозі в Кайруані. Згодом в боротьбу втрутився стрийко Алі-бея — мухаммад аль-Хафсі, що прибув до Тунісу з османським військом. Зрештою 1679 року за посередництва алжирського дея Мухаммада Тріка було укладено договір, за яким Алі залишався беєм, брат Мухаммад втрачав титул бея, але отримував титул каїда й управління внутрішніми санджаками, стрийко Мухаммад аль-Хафсі ставав пашею Тунісу.
1682 року викрив проти себе змову стрийка Мухаммада аль-Хафсі, паши тунісу, брата Мухаммада, каїда, та дея Мухаммада Табака. В результаті змусив стрийка залишити Туніс, дея наказав задушити. після цього виступив проти брата. Втім швидко його не зміг здолати.
Цією ситуацією вирішив скористатися диван, що обирає новим деєм Ахмада Челебі, який в свою чергу призначає беєм свого малюка Мехмеда Манута. Алі, розуміючи можливість зовсім втрати владу, укладає з братом Мухаммадом перемир'я. Після цього отримують допомогу від алжирського дея Гусейна Меццоморто. 1686 року їх війська захопили Туніс. Але невдовзі мухаммад наказав вбити Алі-бея, якого підозрював у змові проти себе.